# 伯納基角
77°29′S 163°51′E / 77.483°S 163.850°E
伯納基角（英語：Cape Bernacchi）是南極洲的海岬，位於維多利亞地沿岸，處於伯納基灣和新港之間，由羅伯特·斯科特率領的英國探險隊發現，以隊中的物理學家命名。